# 韓理強
韓理強（Alex John Hunter，1987年8月15日—），香港小輪車運動員，生於香港的混血兒，父親是英國人，母親是台灣人，懂英語、廣東話及普通話。韓理強熱愛落山單車，惟因為脊骨受傷，於2006年轉為參與小輪車。同年，韓理強加入香港小輪車代表隊，與港友王史提芬一起在歐洲訓練；他為了小輪車更放棄讀大學的機會。

## 獎項
2008年12月獲廣州全國錦標賽亞軍；2009年首次代表港隊全運會BMX越野賽獲銅牌。